# Only When I Lose Myself
«Only When I Lose Myself» és el trenta-cinquè senzill de la banda musical Depeche Mode. Fou llançat el 7 de setembre del 1998 com a únic senzill inèdit de l'àlbum recopilatori The Singles 86>98, el primer senzill que no pertanyia a un àlbum d'estudi des de «It's Called a Heart» el 1985.
La cançó fou composta per Martin Gore. Originalment fou exclosa d'Ultra (1997) i van decidir incorporar-la en el recopilatori The Singles 86>98, editat l'any següent. És una cançó d'amor amb una mica de voluptuositat i intimisme, amb diversos efectes i una característica melodia principal que li atorga una musicalització estranya força exòtica. A més, la seva lletra no era prou aspre com la majoria dels temes que presentava Ultra, motius pels quals hi desentonava.
Conté dues cares-B: «Surrender» és la primera cara-B vocal exclusiva des de «My Joy» del senzill «Walking in My Shoes» (1983), i la instrumental «Headstar», ambdues compostes també per Gore. La primera és un tema rítmic, cadenciós, apassionat i trepidant, conduït per una melodia ràpida i una lletra intensa sobre el verdader significat de dona l'amor a la vida, mentre que la segona és un tema instrumental realitzat amb samplers de «Only When I Lose Myself» i «Surrender».
El videoclip fou dirigit per Brian Griffin, que anteriorment havia treballat amb la Depeche Mode com a fotògraf i havia realitzat el disseny artístic dels cinc primers àlbums de la banda. Posteriorment fou inclòs en les compilacions de videoclips The Videos 86>98 (1998) i The Best Of, Volume 1 (2006) en la seva versió DVD.
Aquest tema es va incorporar en la gira The Singles Tour (1998), ja que de fet era l'única novetat. La cara-B «Surrender» es va incorporar en la posterior gira Exciter Tour com a tema opcional, però sent interpretada en una versió gairebé acústica amb només musicalització de teclat a càrrec de Peter Gordeno.

## Llista de cançons
12"/CD: Mute/12Bong29 i Mute/LCDBong29 (Regne Unit)
1. "Only When I Lose Myself" (Subsonic Legacy Mix) − 7:00
2. "Only When I Lose Myself" (Dan the Automator Mix) − 4:56
3. "Headstar" (Luke Slater Remix) − 5:47

12": Mute/L12Bong29 (Regne Unit)
1. "Only When I Lose Myself" (Gus Gus Long Play Mix) − 11:18
2. "Painkiller" (Kill The Pain - DJ Shadow Vs. Depeche Mode) − 6:31
3. "Surrender" (Catalan FC Out Of Reach Mix) − 6:55

12": Reprise 44562-0 (Estats Units)
1. "Only When I Lose Myself" (Dan the Automator Mix) − 4:56
2. "Painkiller" (Kill The Pain - DJ Shadow Vs. Depeche Mode) − 6:31
3. "Headstar" (Luke Slater Remix) − 5:47
4. "Surrender" (Catalan FC Out Of Reach Mix) − 6:55
5. "Only When I Lose Myself" (Gus Gus Long Play Mix) − 11:18
6. "Headstar" − 4:23
7. "Only When I Lose Myself" (Subsonic Legacy Mix) − 7:00
8. "Surrender" − 6:17

CD": Mute/CDBong29 (Regne Unit)
1. "Only When I Lose Myself" − 4:35
2. "Surrender" − 6:17
3. "Headstar" − 4:23

CD: Mute/XLCDBong29 (Regne Unit) i Reprise 44562-2 (Estats Units)
1. "Only When I Lose Myself" (Gus Gus Long Play Mix) − 11:18
2. "Painkiller" (Kill The Pain - DJ Shadow Vs. Depeche Mode) − 6:31
3. "Surrender" (Catalan FC Out Of Reach Mix) − 6:55
4. "Only When I Lose Myself" (Gus Gus Short Play Mix) − 5:06
5. "World In My Eyes" (Safar Mix) − 8:30

CD: Mute/CDBong29X (Regne Unit, 2004) i Reprise CDBONG29/R2-78894E (Estats Units, 2004)
1. "Only When I Lose Myself" − 4:35
2. "Surrender" − 6:17
3. "Headstar" − 4:23
4. "Only When I Lose Myself" (Subsonic Legacy Mix) − 7:00
5. "Only When I Lose Myself" (Dan the Automator Mix) − 4:56
6. "Headstar" (Luke Slater Remix) − 5:47
7. "Only When I Lose Myself" (Gus Gus Long Play Mix) − 11:18
8. "Painkiller" (Kill The Pain - DJ Shadow Vs. Depeche Mode) − 6:31
9. "Surrender" (Catalan FC Out Of Reach Mix) − 6:55
10. "Only When I Lose Myself" (Gus Gus Short Play Mix) − 5:06
11. "World In My Eyes" (Safar Mix) − 8:30

CD: Reprise 44546-2 (Estats Units)
1. "Only When I Lose Myself" (Dan the Automator Mix) − 4:56
2. "Headstar" − 4:23
3. "Surrender" − 6:17
4. "Only When I Lose Myself" (Subsonic Legacy Mix) − 7:00
5. "Headstar" (Luke Slater Remix) − 5:47

- Totes les cançons estan compostes per Martin Gore.
- La versió Subsonic Legacy Remix de «Only When I Lose Myself» fou remesclada per Danny Briottet.